# Bakkafrost
A P/F Bakkafrost Feröer vezető lazac- és lazactermék előállító és exportőr vállalata. A termelési folyamat teljes vertikumát átfogja a lazactenyésztéstől a késztermékekig, és termékeit világszerte forgalmazza. Több mint 600 alkalmazottjával az ország egyik legnagyobb foglalkoztatója.

## Tevékenység
A Bakkafrost friss lazacot szállít a világ halpiacaira, valamint füstölő- és készétel-előállító üzemek számára. Fagyasztott, vákuumcsomagolt lazactermékeik mind kiskereskedelmi, mind vendéglátóipari felhasználásra alkalmasak; azokat nem csak saját neve alatt, hanem más márkák beszállítójaként is forgalmazza. Termékeit elsősorban az Európai Unióban, az Amerikai Egyesült Államokban, Oroszországban és a Távol-Keleten értékesíti; a késztermékek a kifogástól számított 72 órán belül a cég minden külpiacát elérik.
A cég a gyártási folyamat egészét kézben tartja a lazacikrától a csomagolt késztermékekig. A lazacokat saját halkeltetőben keltetik, és 16 nyílt vízi (tengeri) akvakultúráiban nevelik a Feröer-környéki fjordokban, saját gyártású tápokkal táplálva. A halakat a kifogást követő néhány órán belül saját feldolgozóüzemeikben dolgozzák fel, melyek a halgazdaságok közelében találhatóak a szigetcsoport több pontján.

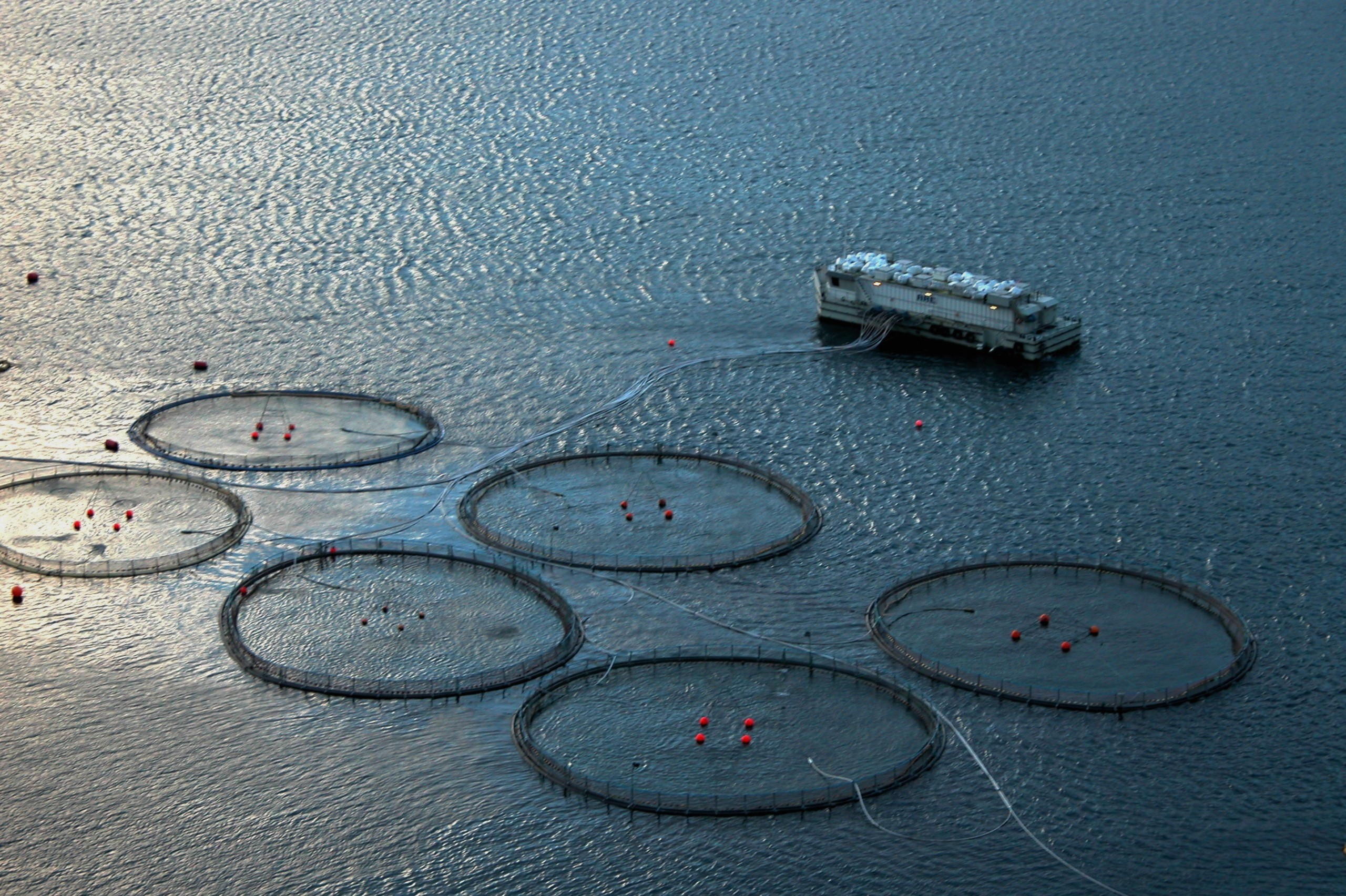
Halfarm Feröeren

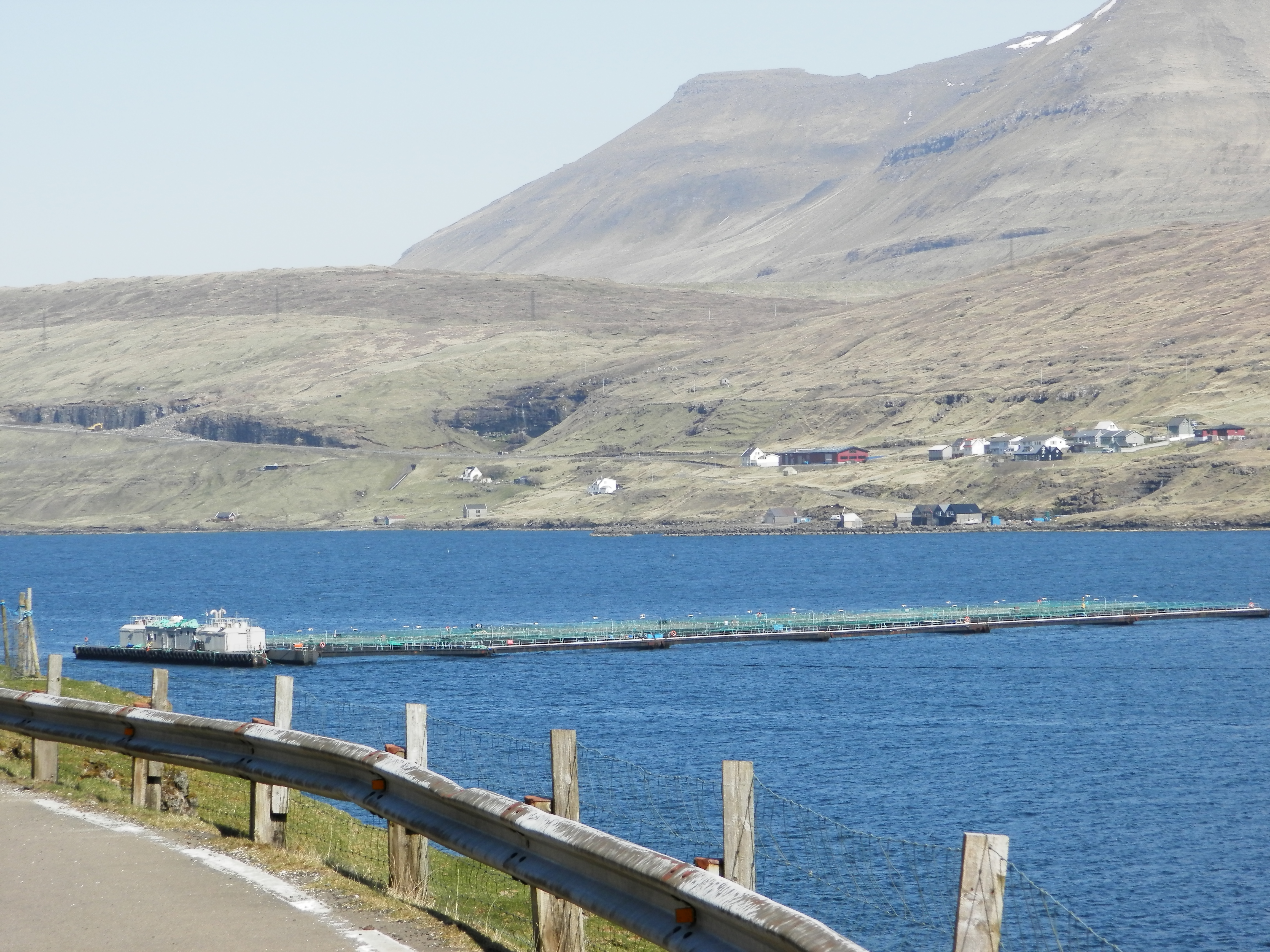
Halfarm Haldarsvíktól délre

Feröer az Atlanti-óceán északi részén, az Észak-atlanti-áramlat mentén fekszik, ami kedvező lehetőségeket kínál a lazactenyésztés számára. A folyamatosan friss vizet szállító tengeráramlat, a stabil vízhőmérséklet, az egymástól elkülönített (különböző fjordokban elhelyezkedő) halgazdaságok, az alacsony állománysűrűség és a vállalat minőségpolitikája az alapja a jó minőségű termékek előállításának. A Bakkafrost lazacállományának egészségi mutatói a legjobbak közé tartoznak a világon, takarmányhasznosítási együtthatója (azaz az egységnyi hús előállításához szükséges takarmánymennyiség) a legalacsonyabb az iparágban.
Norvég elemzők szerint a Bakkafrost az atlanti lazactenyésztés legjobb menedzsmentjét építette ki, termékei pedig a világ legjobb minőségű lazactermékei közé tartoznak. Ezeknek köszönhető, hogy az egy kiló előállított lazacra eső jövedelmezősége folyamatosan meghaladja a norvég versenytársak eredményeit.

## Történelem
A Bakkafrost céget 1968-ban alapította a jelenlegi vezérigazgató apja és nagybátyja (Hans és Roland Jacobsen), majd 1971-ben harmadik testvérük (Martin Jacobsen) is csatlakozott a vállalkozáshoz. Ebben az évben épült az első halfeldolgozó üzem, amelyet 1972-ben követett a második. A vállalkozás ekkor a feröeri fjordokban fogott hering feldolgozásával és értékesítésével foglalkozott. 1977-től a hering fogásmennyiség csökkenése miatt más helyi termelők termékeinek csomagolásával és Egyesült Királyságba történő exportjával egészítette ki tevékenységét.
1979-ben a cég Feröeren az elsők között fogott bele a nyílt vízi akvakultúrába. Az 1980-as években a kék puha tőkehal feldolgozására is ráállt, azonban az 1990. évi gyenge fogáseredmények pénzügyi válságba sodorták, az iparág többi résztvevőjével együtt. 1992-ben Regin, Hans és Martin Jacobsen vezetésével átalakították a céget, majd az 1990-es években fokozatosan kiépítették és bővítették a lazacfeldolgozó kapacitást.
2006-ban és 2008-ban a Bakkafrost felvásárlások és egyesülések (köztük a Vestlax-szal való összeolvadás) révén jelentősen bővült. 2010 márciusában vezették be az Oslói Tőzsdére. 2011-ben felvásárolta a halliszt-, halolaj- és haltáp-előállító Havsbrúnt, így a teljes termelési folyamat egy kézbe került.
Miután 2014 augusztusában Oroszország megtiltotta többek között a lazac importját az Európai Unióból és Norvégiából, az EU-n kívüli Feröer lényegében monopolhelyzetbe került a piacon, ahol jelentős felárral tudja értékesíteni termékeit. Ennek köszönhetően a részvények árfolyama mintegy 20%-kal emelkedett, és két fő részvényese, Regin Jacobsen és Oddvør Jacobsen Feröer első milliárdosaivá váltak.
A vállalat 2014-ben érvényes fejlesztési programja a következő négy évben 1,4 milliárd DKK beruházással számolt; ebből 900 millió a cég glyvrari központi telephelyén felépítendő korszerű halfeldolgozó üzem bekerülési költsége, amely hét kisebb feldolgozót tervezett kiváltani.

## Tulajdonosok
A vállalatot az Oslói Tőzsdén jegyzik. 20 legnagyobb tulajdonosa összesen a részvények 57,7%-át birtokolja. Legfontosabb részvényesei:
- Regin Jacobsen (vezérigazgató) és édesanyja, Oddvør Jacobsen: az alapító család tagjai 9,2, illetve 9,4%-os részesedést tartanak kézben.
- J.P. Morgan Chase: az amerikai bank különböző – amerikai, illetve európai – érdekeltségein keresztül 10% feletti tulajdonrésszel bír.
- A részvények jelentős része különböző intézményi befektetők (bankok, értékpapíralapok) kezében van.[5][1]